# 家宰
家宰是古代卿大夫家中的管家、家臣之首，若將大夫的領土比擬成諸侯國，家宰就是大夫的國相。馮夢龍編《新列國志》「季斯起初任為腹心，使為家宰，後漸專季氏之家政，擅作威福。」《論語·子路》：「仲弓為季氏宰，問政。」
日本室町時代中以武家為多數的職位，是屬於家中一門内其中一種職責。
家宰的任務是代替家長處理政務。名稱是主宰家中事務的意思。在關東管領山内上杉家和扇谷上杉家中會以首席重臣為家宰，山内上杉家會任命長尾氏一族，而扇谷上杉家則會任命太田氏為家宰。
在室町時期中，武家的當主會在京奉公，而把領國的支配會交給家宰擔當來分擔職務，但是在日本戰國時代，各地開始陷入混亂，當主自身多數會留在國內支配，寶德2年（1450年），鐮倉公方足利成氏與關東管領對立，於江之島合戰之際足利成氏彈劾兩上杉家的家宰，因為在領地內進行支配的是家宰，於是家宰的權限變得太過強大。因此當主與家宰之間產生對立關係。例如在文明9年（1477年），長尾景春與主君上杉顯定對立並反起叛亂（長尾景春之亂）；在文明18年（1486年），家宰太田道灌被主君上杉定正謀殺。
戰國時代至江戶時代中有家老和宿老等職位。以後家宰的權限漸漸縮小，純粹變成了指揮家長的私事的役職，連稱呼都變成廣敷用人、用人、側用人、家令、家扶長、執事等。此類職權未必相同，因幕府與地方諸藩而異。例如江戶幕府的側用人是替代老中成為幕府將軍家中的第一家臣，將軍家的後宮大奥和其他微細的私事則是由廣敷用人和側眾負責。